# Clematis spathulifolia
Clematis spathulifolia là một loài thực vật có hoa trong họ Mao lương. Loài này được (Kuntze) Prantl mô tả khoa học đầu tiên năm 1888.